# سرچشمه (گرگان)
سرچشمه نام یکی از محلات قدیمی و تاریخی استرآباد یا گرگان (امروزی) است. از لحاظ تاریخی این محله دارای بناهای قدیمی مربوط به دوران قاجاریان است. موقعیت مکانی این محله قدیمی، حد فاصل میدان شهرداری و چهار راه میدان است. همچنین بازار و محله نعلبندان در کنار این محله قرار گرفته‌است. از محلات قدیمی دیگر منطقه از جمله دربنو، دوشنبه‌ای، چهار شنبه‌ای و غیره دسترسی به این منطقه وجود داشته‌است.
دلیل نام‌گذاری این محله به سرچشمه، وجود قناتی بوده‌است که آب این محله را تأمین می نموده و به همین دلیل سبب رونق و ایجاد محل مناسبی برای سکونت خانوارها محسوب گردیده بوده‌است.
این محله دارای بناهای تاریخی و قدیمی بسیاری است و عناصر استرآباد قدیم در کوچه و بناهای آن به وفور یافت می‌شود. از مکان‌های مهم قدیمی که همچنان امروز مورد استفاده هستند می‌توان به امام زاده، مسجد، تکیه، گورستان و گرمابه سرچشمه اشاره نمود.
از بناهای مسکونی قدیمی و حاوی تاریخ دوران قاجار و مشروطه می‌توان به خانه باقری (گرگان) و منزل شیخ محمد باقر فاضل اشاره نمود.

## درخت چنار
در این محله درخت چناری بزرگ و قطوری‌که از بازمانده‌های شهر تاریخی استرآباد بوده وجود داشته‌است که در طول تاریخ محل کسب و کار برای کسبه مختلف بوده‌است. اتاقی به بزرگی سه در چهار در میان این درخت وجود داشته‌است که در طول تاریخ شاهد فعالیت‌هایی از جمله ماست بندی، انبار وسایل، قهوه خانه و آرایشگری بوده‌است.
دکتر اسد الله معطوفی مورخ و محقق در این رابطه می‌گوید: «در دوران کودکی و حدود ۴۵ سال پیش خود شاهد فعالیت این قهوه‌خانه بوده‌است.
برخی نیز از فعالیت فردی آرایشگر در داخل چنار سرچشمه خبر می‌دهند.»
این درخت کهنسال در حال حاضر دیگر وجود ندارد ولی سرنوشت آن نامعلوم است. برخی گفته اند که به علت خطر شکستن زده شد و برخی دیگر بر این باورند که خود به خود آتش گرفت.